# Temporada 1978-79 de los Phoenix Suns
La temporada 1978-79 fue la undécima de los Phoenix Suns en la NBA. La temporada regular acabó con 50 victorias y 32 derrotas, ocupando el tercer puesto de la Conferencia Oeste, clasificándose para los playoffs, en los que cayeron en las finales de conferencia ante los Seattle SuperSonics.

## Elecciones en elDraft
| Ronda | Puesto | Jugador         | Posición  | Nacionalidad   | Universidad     |
| ----- | ------ | --------------- | --------- | -------------- | --------------- |
| 1     | 19     | Marty Byrnes    | Alero     | Estados Unidos | Syracuse        |
| 3     | 63     | Joel Kramer     | Ala-Pívot | Estados Unidos | San Diego State |
| 4     | 85     | Bob Miller      | Pívot     | Estados Unidos | Cincinnati      |
| 5     | 107    | Andre Wakefield | Base      | Estados Unidos | Loyola (IL)     |
| 7     | 149    | Steve Malovic   | Pívot     | Estados Unidos | San Diego State |

## Temporada regular
| División Pacífico        | División Pacífico | División Pacífico | División Pacífico | División Pacífico | División Pacífico | División Pacífico | División Pacífico | División Pacífico |
| Equipo                   | G                 | P                 | %                 | PD                | Casa              | Fuera             | Div               |                   |
| ------------------------ | ----------------- | ----------------- | ----------------- | ----------------- | ----------------- | ----------------- | ----------------- | ----------------- |
| y-Seattle SuperSonics    | 52                | 30                | .634              | –                 | 31-10             | 21-20             | 11–9              |                   |
| x-Phoenix Suns           | 50                | 32                | .610              | 2                 | 32–9              | 18–23             | 11–9              |                   |
| x-Los Angeles Lakers     | 47                | 35                | .573              | 5                 | 31–10             | 16–25             | 11–9              |                   |
| x-Portland Trail Blazers | 45                | 37                | .549              | 7                 | 33–8              | 12–29             | 8–12              |                   |
| San Diego Clippers       | 43                | 39                | .524              | 9                 | 29–12             | 14–27             | 11–9              |                   |
| Golden State Warriors    | 38                | 44                | .463              | 14                | 23–18             | 15–26             | 8–12              |                   |

## Playoffs

### Primera ronda
Phoenix Suns vs. Portland Trail Blazers 
| Fecha       | Partido                                      | Ciudad   |
| ----------- | -------------------------------------------- | -------- |
| 10 de abril | Phoenix Suns 107, Portland Trail Blazers 105 | Phoenix  |
| 13 de abril | Portland Trail Blazers 96, Phoenix Suns 92   | Portland |
| 15 de abril | Phoenix Suns 101, Portland Trail Blazers 91  | Phoenix  |
|             | Phoenix Suns gana las series 2-1             |          |

### Semifinales de Conferencia
Phoenix Suns vs. Kansas City Kings 
| Fecha       | Partido                                | Ciudad      |
| ----------- | -------------------------------------- | ----------- |
| 17 de abril | Phoenix Suns 102, Kansas City Kings 99 | Phoenix     |
| 20 de abril | Kansas City Kings 111, Phoenix Suns 91 | Kansas City |
| 22 de abril | Phoenix Suns 108, Kansas City Kings 93 | Phoenix     |
| 25 de abril | Kansas City Kings 94, Phoenix Suns 108 | Kansas City |
| 27 de abril | Phoenix Suns 120, Kansas City Kings 99 | Phoenix     |
|             | Phoenix Suns gana las series 4-1       |             |

### Finales de Conferencia
Seattle SuperSonics vs. Phoenix Suns 
| Fecha      | Partido                                   | Ciudad  |
| ---------- | ----------------------------------------- | ------- |
| 1 de mayo  | Seattle SuperSonics 108, Phoenix Suns 93  | Seattle |
| 4 de mayo  | Seattle SuperSonics 103, Phoenix Suns 97  | Seattle |
| 6 de mayo  | Phoenix Suns 113, Seattle SuperSonics 103 | Phoenix |
| 8 de mayo  | Phoenix Suns 100, Seattle SuperSonics 91  | Phoenix |
| 11 de mayo | Seattle SuperSonics 93, Phoenix Suns 99   | Seattle |
| 13 de mayo | Phoenix Suns 105, Seattle SuperSonics 106 | Phoenix |
| 17 de mayo | Seattle SuperSonics 114, Phoenix Suns 110 | Seattle |
|            | Seattle SuperSonics gana las series 4-3   |         |

## Estadísticas
| Rk | Jugador        | Edad | P  | PT | MP   | TC  | TCI  | %TC  | TL  | TLI | %TL  | RO  | RD  | RT  | AS  | RB  | TAP | BP  | FP  | PTS  |
| -- | -------------- | ---- | -- | -- | ---- | --- | ---- | ---- | --- | --- | ---- | --- | --- | --- | --- | --- | --- | --- | --- | ---- |
| 1  | Paul Westphal  | 28   | 81 |    | 32.6 | 9.9 | 18.5 | .535 | 4.2 | 5.0 | .837 | 0.4 | 1.5 | 2.0 | 6.5 | 1.4 | 0.3 | 2.9 | 2.0 | 24.0 |
| 2  | Don Buse       | 28   | 82 |    | 31.0 | 3.5 | 7.0  | .495 | 0.9 | 1.1 | .769 | 0.5 | 2.1 | 2.6 | 4.3 | 1.9 | 0.2 | 1.2 | 1.8 | 7.8  |
| 3  | Walter Davis   | 24   | 79 |    | 30.8 | 9.7 | 17.2 | .561 | 4.3 | 5.2 | .831 | 1.4 | 3.3 | 4.7 | 4.3 | 1.9 | 0.3 | 3.7 | 3.2 | 23.6 |
| 4  | Alvan Adams    | 24   | 77 |    | 30.7 | 7.4 | 13.9 | .530 | 3.0 | 3.8 | .799 | 2.9 | 6.3 | 9.2 | 4.7 | 1.4 | 0.8 | 3.6 | 3.2 | 17.8 |
| 5  | Truck Robinson | 27   | 26 |    | 29.1 | 6.5 | 12.8 | .508 | 3.0 | 4.7 | .642 | 2.2 | 6.5 | 8.7 | 1.5 | 0.7 | 0.5 | 3.5 | 2.9 | 16.0 |
| 6  | Ron Lee        | 26   | 43 |    | 22.0 | 4.0 | 8.9  | .452 | 1.7 | 2.4 | .712 | 1.0 | 1.7 | 2.6 | 3.1 | 1.6 | 0.1 | 2.7 | 3.2 | 9.8  |
| 7  | Alvin Scott    | 23   | 81 |    | 21.4 | 2.6 | 4.9  | .535 | 1.5 | 2.1 | .714 | 1.3 | 3.2 | 4.4 | 1.6 | 1.0 | 0.8 | 1.2 | 1.7 | 6.7  |
| 8  | Gar Heard      | 30   | 63 |    | 19.3 | 2.6 | 5.8  | .441 | 1.1 | 1.6 | .689 | 1.6 | 4.0 | 5.6 | 1.0 | 0.8 | 0.9 | 1.0 | 2.2 | 6.3  |
| 9  | Marty Byrnes   | 22   | 43 |    | 17.1 | 2.5 | 5.2  | .489 | 1.7 | 2.3 | .730 | 1.1 | 1.1 | 2.3 | 1.4 | 0.3 | 0.0 | 1.8 | 1.6 | 6.8  |
| 10 | Joel Kramer    | 23   | 82 |    | 17.1 | 2.2 | 4.5  | .489 | 1.5 | 2.1 | .710 | 1.6 | 2.5 | 4.1 | 1.1 | 0.5 | 0.3 | 1.2 | 2.7 | 5.9  |
| 11 | Mike Bratz     | 23   | 77 |    | 16.8 | 3.1 | 6.9  | .454 | 1.8 | 2.2 | .818 | 0.7 | 1.1 | 1.8 | 2.3 | 0.8 | 0.1 | 1.8 | 2.0 | 8.1  |
| 12 | Bayard Forrest | 24   | 75 |    | 16.6 | 1.6 | 3.6  | .434 | 0.8 | 1.5 | .539 | 1.5 | 2.7 | 4.2 | 2.2 | 0.4 | 0.5 | 1.4 | 2.0 | 4.0  |
| 13 | Ted McClain    | 32   | 36 |    | 12.9 | 1.7 | 3.7  | .470 | 1.2 | 1.3 | .913 | 0.7 | 1.2 | 1.9 | 1.7 | 0.5 | 0.0 | 1.5 | 1.4 | 4.6  |

## Galardones y récords
| Jugador       | Galardón                              |
| Paul Westphal | Mejor quinteto de la NBA All-Star     |
| Walter Davis  | 2.º Mejor quinteto de la NBA All-Star |
| Don Buse      | Mejor quinteto defensivo de la NBA    |